# Wereldkampioenschappen inlineskaten 2008
De wereldkampioenschappen inlineskaten 2008 werden van 4 tot 12 september gehouden in Gijón, Spanje. Dit is verdeeld over wedstrijden op de piste van 4 tot 6 september en de weg van 8 tot 12 september. Aan het toernooi namen 59 landen deel.
Het was de zevenendertigste editie van het officiële WK inline-skaten, wat sinds 1966 gehouden wordt. Het toernooi vond, in totaal, drie keer eerder in Spanje plaats, maar nog nooit in Gijón. 
De grootverdieners van het wereldkampioenschap, met allen drie gouden medailles, waren de Zuid-Koreaanse Woo Hyo-sook en de Amerikaanse Brittany Bowe bij de vrouwen en bij de mannen de Amerikaan Joey Mantia.

## Programma
Hieronder is het programma weergegeven voor dit toernooi.
| Piste       | Piste                               | Piste                               |
| Datum       | Mannen                              | Vrouwen                             |
| ----------- | ----------------------------------- | ----------------------------------- |
| 4 september | 300m Time trial 10000m Punt + afval | 300m Time trial 10000m Punt + afval |
| 5 september | 500m Sprint 15000m Afvalrace        | 500m Sprint 15000m Afvalrace        |
| 6 september | 1000m Sprint 3000m Aflossing        | 1000m Sprint 3000m Aflossing        |

| Weg          | Weg                                 | Weg                                 |
| Datum        | Mannen                              | Vrouwen                             |
| ------------ | ----------------------------------- | ----------------------------------- |
| 8 september  | 200m Sprint                         | 200m Sprint                         |
| 9 september  | 10000m Puntenkoers 20000m Afvalrace | 10000m Puntenkoers 20000m Afvalrace |
| 10 september | 500m Sprint 5000m Aflossing         | 500m Sprint 5000m Aflossing         |
|              |                                     |                                     |
| 12 september | Marathon                            | Marathon                            |

## Belgische deelnemers
| Mannen                                                   | Vrouwen |
| -------------------------------------------------------- | ------- |
| Wouter Hebbrecht Ferre Spruyt Maarten Swings Kwinten Tas |         |

## Nederlandse deelnemers
| Mannen                                                                 | Vrouwen                                                         |
| ---------------------------------------------------------------------- | --------------------------------------------------------------- |
| Crispijn Ariëns Gary Hekman Sjoerd Huisman Michel Mulder Ronald Mulder | Anniek ter Haar Mariska Huisman Bianca Roosenboom Elma de Vries |

## Medailles

### Mannen
| Piste                | Piste                                                 | Piste                                                   | Piste                                            |
| Afstand              | Goud ·                                                | Zilver ·                                                | Brons ·                                          |
| -------------------- | ----------------------------------------------------- | ------------------------------------------------------- | ------------------------------------------------ |
| 300m Time trial      | Kalon Dobbin                                          | Kang Kyung-tae                                          | Wouter Hebbrecht                                 |
| 500m Sprint          | Andres Muñoz                                          | Nicolas Pelloquin                                       | Kalon Dobbin                                     |
| 1000m Sprint         | Jorge Cifuentes                                       | Alexis Contin                                           | Joshua Wood                                      |
| 10.000m Punt + afval | Yann Guyader                                          | Patxi Peula                                             | Nelson Garzon                                    |
| 15.000m Afvalrace    | Alexis Contin                                         | Fabio Francolini                                        | Matteo Amabili                                   |
| 3000m Aflossing      | Italië Matteo Amabili Fabio Francolini Andrea Zanetti | Verenigde Staten Sebastian Cano Joey Mantia Harry Vogel | Zuid-Korea Kim Min-ho Lee Myung-kyu Nam Yoo-jong |

| Weg                 | Weg                                                       | Weg                                                  | Weg                                                 |
| Afstand             | Goud ·                                                    | Zilver ·                                             | Brons ·                                             |
| ------------------- | --------------------------------------------------------- | ---------------------------------------------------- | --------------------------------------------------- |
| 200m Time trial     | Gregorio Duggento                                         | Juan Jardine                                         | Wouter Hebbrecht                                    |
| 500m Sprint         | Joey Mantia                                               | Juan Nayib Tobon                                     | Ezequiel Capellano                                  |
| 10.000m Puntenkoers | Joey Mantia                                               | Nam Yoo-jong                                         | Josè Bastidas                                       |
| 20.000m Afvalrace   | Joey Mantia                                               | Francesco Zangarini                                  | Yann Guyader                                        |
| 42.195m Marathon    | Shane Dobbin                                              | Julien Levrard                                       | Sergio Ali                                          |
| 5000m Aflossing     | Italië Matteo Amabili Luca Saggiorato Francesco Zangarini | Verenigde Staten James Cheek Joey Mantia Joshua Wood | Colombia Jorge Cifuentes Nelson Garzon Andres Muñoz |

### Vrouwen
| Piste                | Piste                                                    | Piste                                                  | Piste                                          |
| Afstand              | Goud ·                                                   | Zilver ·                                               | Brons ·                                        |
| -------------------- | -------------------------------------------------------- | ------------------------------------------------------ | ---------------------------------------------- |
| 300m Time trial      | Brittany Bowe                                            | Sara Sayasane                                          | Jercy Puello                                   |
| 500m Sprint          | Jercy Puello                                             | Sara Sayasane                                          | Brittany Bowe                                  |
| 1000m Sprint         | Sara Sayasane                                            | Brittany Bowe                                          | Lim Jin-seon                                   |
| 10.000m Punt + afval | Woo Hyo-sook                                             | Nicole Begg                                            | Kim Hey-mi                                     |
| 15.000m Afvalrace    | Woo Hyo-sook                                             | Nicole Begg                                            | Silvina Posada                                 |
| 3000m Aflossing      | Verenigde Staten Brittany Bowe Sara Sayasane Emily Scott | Argentinië Natalia Artero Melisa Bonnet Silvina Posada | Duitsland Sabine Berg Jana Gegner Lisa Kaluzni |

| Weg                 | Weg                                                      | Weg                                                     | Weg                                               |
| Afstand             | Goud ·                                                   | Zilver ·                                                | Brons ·                                           |
| ------------------- | -------------------------------------------------------- | ------------------------------------------------------- | ------------------------------------------------- |
| 200m Time trial     | Jennifer Caicedo                                         | Jercy Puello                                            | Nicoletta Falcone                                 |
| 500m Sprint         | Jercy Puello                                             | Jennifer Caicedo                                        | Kim Mi-young                                      |
| 10.000m Puntenkoers | Woo Hyo-sook                                             | Guo Dan                                                 | Huang Yu-ting                                     |
| 20.000m Afvalrace   | Carolina Upegui                                          | Liana Holguin                                           | Silvina Posada                                    |
| 42.195m Marathon    | Liana Holguin                                            | Sabine Berg                                             | Giovanna Turchiarelli                             |
| 5000m Aflossing     | Verenigde Staten Brittany Bowe Sara Sayasane Emily Scott | Colombia Jennifer Caicedo Liana Holguin Carolina Upegui | Zuid-Korea Kim Mi-young Lim Jin-seon Woo Hyo-sook |

### Medaillespiegel
| Plaats | Land             | Goud | Zilver | Brons | Totaal |
| 1      | Colombia         | 7    | 5      | 3     | 15     |
| 2      | Verenigde Staten | 7    | 5      | 2     | 14     |
| 3      | Zuid-Korea       | 3    | 2      | 5     | 10     |
| 4      | Italië           | 3    | 2      | 3     | 8      |
| 5      | Frankrijk        | 2    | 3      | 1     | 6      |
| 6      | Nieuw-Zeeland    | 2    | 2      | 1     | 5      |
| 7      | Argentinië       | 0    | 1      | 4     | 1      |
| 8      | Duitsland        | 0    | 1      | 1     | 2      |
| 8      | Venezuela        | 0    | 1      | 1     | 2      |
| 10     | China            | 0    | 1      | 0     | 1      |
| 10     | Spanje           | 0    | 1      | 0     | 1      |
| 12     | België           | 0    | 0      | 2     | 2      |
| 13     | Taiwan           | 0    | 0      | 1     | 1      |
| Totaal | Totaal           | 24   | 24     | 24    | 72     |

Officieuze wereldkampioenschappen

Monza 1937 ·
Ferrara 1938 ·
Monfalcone 1948 ·
Ferrara 1949 ·
Monfalcone 1951 ·
Lido di Venezia 1953 ·
Bari 1954 ·
Palermo 1957 ·
Finale Ligure 1958 ·
Wetteren 1960 ·
Gujan-Mestras 1961 ·
Nantes 1963 ·
Madrid 1964 ·
Syracuse 1965
Officiële wereldkampioenschappen (afwisselend piste en weg)

Mar del Plata 1966 ·
Barcelona 1967 ·
Montecchio 1968 ·
Mar del Plata 1969 ·
Sesto San Giovanni 1973 ·
Mar del Plata 1975 ·
Mar del Plata 1978 ·
Finale Emilia 1979 ·
Masterton 1980 ·
Oostende 1981 ·
Finale Emilia 1982 ·
Mar del Plata 1983 ·
Bogotá 1984 ·
Colorado Springs 1985 ·
Adelaide 1986 ·
Grenoble 1987 ·
Cassano d'Adda 1988 ·
Hastings 1989 ·
Bello 1990 ·
Oostende 1991 ·
Rome 1992 ·
Colorado Springs 1993
Piste en weg gecombineerd (huidige vorm)

Gujan-Mestras 1994 ·
Perth 1995 ·
Venetië 1996 ·
Mar del Plata 1997 ·
Pamplona 1998 ·
Santiago 1999 ·
Barrancabermeja 2000 ·
Valence d'Agen 2001 ·
Oostende 2002 ·
Barquisimeto 2003 ·
Abruzzo 2004 ·
Suzhou 2005 ·
Anyang 2006 ·
Cali 2007 ·
Gijón 2008 ·
Haining 2009 ·
Guarne 2010 ·
Yeosu 2011 ·
Ascoli Piceno/San Benedetto del Tronto 2012 ·
Oostende 2013 ·
Rosario 2014 ·
Kaohsiung 2015 ·
Nanjing 2016 ·
Nanjing 2017 ·
Heerde/Arnhem 2018 ·
Barcelona 2019 ·
Ibagué 2021 ·
Buenos Aires 2022 ·
Montecchio Maggiore/Vicenza 2023 ·
Pescara 2024